# Parnes
Parnes est une commune française située dans le département de l'Oise en région Hauts-de-France.

## Géographie
| Saint-Clair-sur-Epte (Val-d'Oise) | Boury-en-Vexin Vaudancourt |                   |
| Buhy (Val-d'Oise)                 | Parnes                     | Montjavoult       |
| La Chapelle-en-Vexin (Val-d'Oise) | Saint-Gervais (Val-d'Oise) | Montagny-en-Vexin |

### Hydrographie
La commune est située dans le bassin Seine-Normandie. Elle est drainée par le Cudron, le cours d'eau 01 de la commune de Montagny-en-Vexin, le cours d'eau 01 de la commune de Parnes et divers autres petits cours d'eau,.

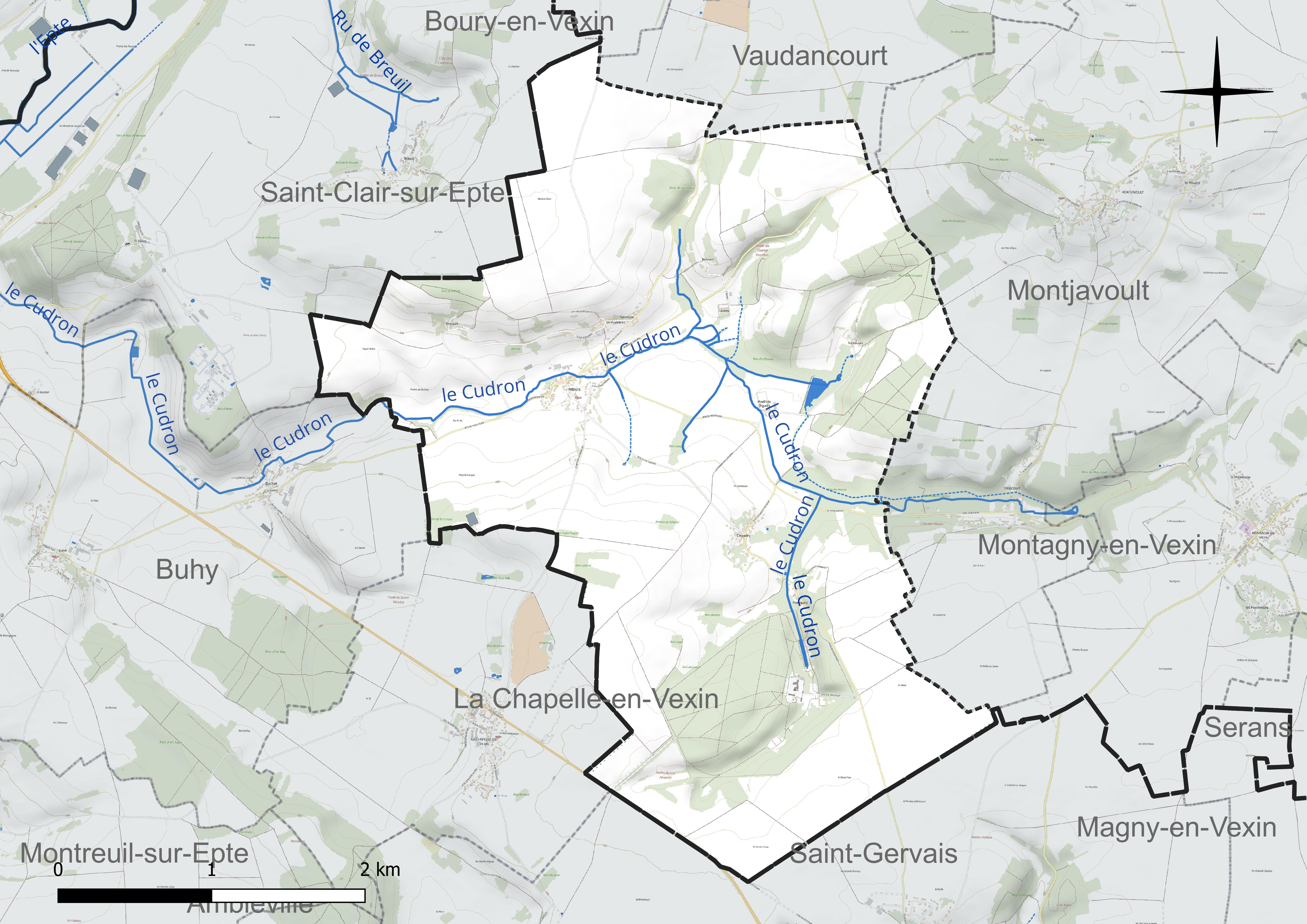
Réseau hydrographique de Parnes.

Un plan d'eau complète le réseau hydrographique : l'étang des Bauves (1,5 ha),.

### Climat
Pour des articles plus généraux, voir Climat des Hauts-de-France et Climat de l'Oise.
En 2010, le climat de la commune est de type climat océanique dégradé des plaines du Centre et du Nord, selon une étude du CNRS s'appuyant sur une série de données couvrant la période 1971-2000. En 2020, Météo-France publie une typologie des climats de la France métropolitaine dans laquelle la commune est exposée à un climat océanique et est dans la région climatique  Sud-ouest du bassin Parisien, caractérisée par une faible pluviométrie, notamment au printemps (120 à 150 mm) et un hiver froid (3,5 °C). 
Pour la période 1971-2000, la température annuelle moyenne est de 10,8 °C, avec une amplitude thermique annuelle de 14,4 °C. Le cumul annuel moyen de précipitations est de 710 mm, avec 11 jours de précipitations en janvier et 7,7 jours en juillet. Pour la période 1991-2020, la température moyenne annuelle observée sur la station météorologique la plus proche, située sur la commune d'Étrépagny à 15 km à vol d'oiseau, est de 11,3 °C et le cumul annuel moyen de précipitations est de 774,0 mm,. Pour l'avenir, les paramètres climatiques de la commune estimés pour 2050 selon différents scénarios d'émission de gaz à effet de serre sont consultables sur un site dédié publié par Météo-France en novembre 2022.

## Urbanisme

### Typologie
Au 1er janvier 2024, Parnes est catégorisée commune rurale à habitat dispersé, selon la nouvelle grille communale de densité à sept niveaux définie par l'Insee en 2022.
Elle est située hors unité urbaine. Par ailleurs la commune fait partie de l'aire d'attraction de Paris, dont elle est une commune de la couronne,. 

### Occupation des sols
L'occupation des sols de la commune, telle qu'elle ressort de la base de données européenne d'occupation biophysique des sols Corine Land Cover (CLC), est marquée par l'importance des territoires agricoles (82 % en 2018), une proportion sensiblement équivalente à celle de 1990 (82,2 %). La répartition détaillée en 2018 est la suivante : 
terres arables (69,9 %), forêts (18 %), zones agricoles hétérogènes (8,8 %), prairies (3,3 %). L'évolution de l'occupation des sols de la commune et de ses infrastructures peut être observée sur les différentes représentations cartographiques du territoire : la carte de Cassini (XVIIIe siècle), la carte d'état-major (1820-1866) et les cartes ou photos aériennes de l'IGN pour la période actuelle (1950 à aujourd'hui).

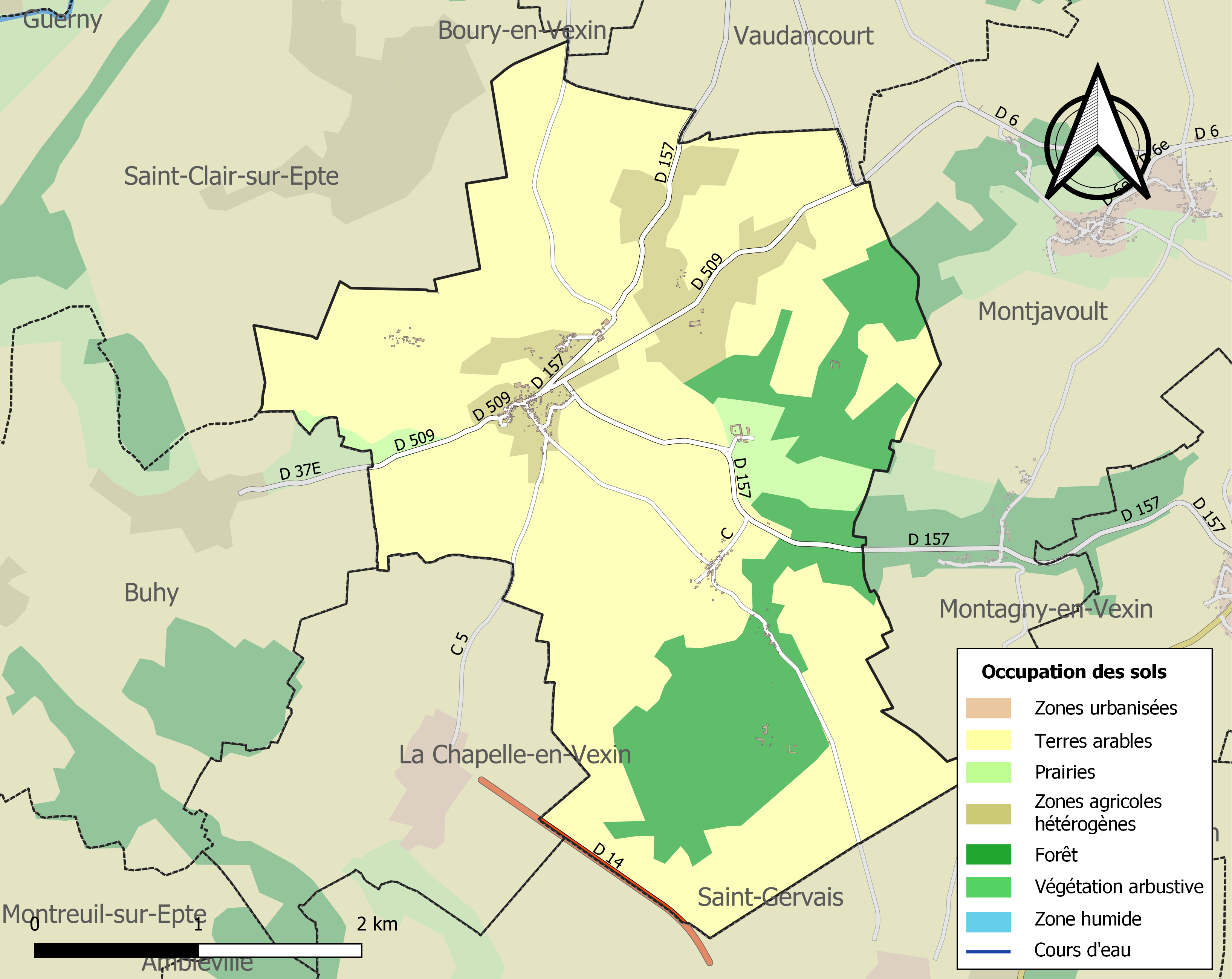
Carte des infrastructures et de l'occupation des sols de la commune en 2018 (CLC).

### Voies de communication et transports
La commune est desservie, en 2023, par les lignes 605 et 6136 du réseau interurbain de l'Oise.

## Toponymie
Le nom de la localité est attesté sous les formes Pernae (XIe) ; Parmes (XIe) ; de Parnis (vers 1060) ; Parnas (XIIe) ; Parnoe (1240) ; apud Pennes (1240) ; Pasnis (XIIIe) ; Pasnes (XIIIe) ; Pagnes (XIIIe) ; Parnes (XIVe) ; Parnes en Vuguessin le francois (1448) ; Pernes (XVIe) ; Parnes en Vexin (XVIe) ; Parne (1631) ; Parmes (1772).

## Politique et administration
| Période                                  | Période                         | Identité               | Étiquette | Qualité                                    |
| ---------------------------------------- | ------------------------------- | ---------------------- | --------- | ------------------------------------------ |
| Les données manquantes sont à compléter. |                                 |                        |           |                                            |
|                                          |                                 | Gilles Joseph Valentin |           |                                            |
| avant 1981                               | ?                               | Jean Gaboriaud         |           |                                            |
| Les données manquantes sont à compléter. |                                 |                        |           |                                            |
| mars 2001                                | En cours (au 21 septembre 2014) | Pascal Laroche         |           | agriculteur Réélu pour le mandat 2014-2020 |

## Population et société

### Démographie

#### Évolution démographique
L'évolution du nombre d'habitants est connue à travers les recensements de la population effectués dans la commune depuis 1793. Pour les communes de moins de 10 000 habitants, une enquête de recensement portant sur toute la population est réalisée tous les cinq ans, les populations de référence des années intermédiaires étant quant à elles estimées par interpolation ou extrapolation. Pour la commune, le premier recensement exhaustif entrant dans le cadre du nouveau dispositif a été réalisé en 2005.

En 2022, la commune comptait 318 habitants, en évolution de −7,83 % par rapport à 2016 (Oise : +0,87 %, France hors Mayotte : +2,11 %).
| 1793 | 1800 | 1806 | 1821 | 1831 | 1836 | 1841 | 1846 | 1851 |
| ---- | ---- | ---- | ---- | ---- | ---- | ---- | ---- | ---- |
| 406  | 361  | 424  | 397  | 441  | 450  | 446  | 448  | 436  |

| 1856 | 1861 | 1866 | 1872 | 1876 | 1881 | 1886 | 1891 | 1896 |
| ---- | ---- | ---- | ---- | ---- | ---- | ---- | ---- | ---- |
| 415  | 369  | 383  | 365  | 365  | 332  | 322  | 332  | 314  |

| 1901 | 1906 | 1911 | 1921 | 1926 | 1931 | 1936 | 1946 | 1954 |
| ---- | ---- | ---- | ---- | ---- | ---- | ---- | ---- | ---- |
| 283  | 269  | 271  | 238  | 254  | 239  | 230  | 263  | 277  |

| 1962 | 1968 | 1975 | 1982 | 1990 | 1999 | 2005 | 2006 | 2010 |
| ---- | ---- | ---- | ---- | ---- | ---- | ---- | ---- | ---- |
| 238  | 159  | 189  | 217  | 243  | 338  | 375  | 380  | 351  |

| 2015 | 2020 | 2022 | - | - | - | - | - | - |
| ---- | ---- | ---- | - | - | - | - | - | - |
| 350  | 327  | 318  | - | - | - | - | - | - |

#### Pyramide des âges
La population de la commune est relativement jeune.
En 2018, le taux de personnes d'un âge inférieur à 30 ans s'élève à 32,1 %, soit en dessous de la moyenne départementale (37,3 %). À l'inverse, le taux de personnes d'âge supérieur à 60 ans est de 23,9 % la même année, alors qu'il est de 22,8 % au niveau départemental.
En 2018, la commune comptait 163 hommes pour 173 femmes, soit un taux de 51,49 % de femmes, légèrement supérieur au taux départemental (51,11 %).
Les pyramides des âges de la commune et du département s'établissent comme suit.
| Hommes | Classe d’âge | Femmes |
| ------ | ------------ | ------ |
| 0,0    | 90 ou +      | 0,6    |
| 3,1    | 75-89 ans    | 6,5    |
| 19,5   | 60-74 ans    | 17,9   |
| 23,3   | 45-59 ans    | 25,0   |
| 20,8   | 30-44 ans    | 19,0   |
| 13,8   | 15-29 ans    | 9,5    |
| 19,5   | 0-14 ans     | 21,4   |

| Hommes | Classe d’âge | Femmes |
| ------ | ------------ | ------ |
| 0,5    | 90 ou +      | 1,4    |
| 5,5    | 75-89 ans    | 7,6    |
| 15,6   | 60-74 ans    | 16,3   |
| 20,8   | 45-59 ans    | 20     |
| 19,4   | 30-44 ans    | 19,4   |
| 17,6   | 15-29 ans    | 16,2   |
| 20,6   | 0-14 ans     | 19,1   |

## Culture locale et patrimoine

### Lieux et monuments

#### Monuments historiques

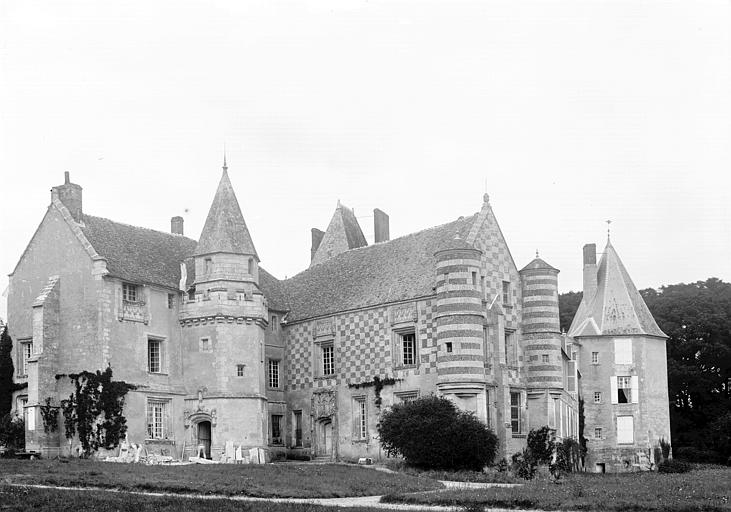
Le château d'Alincourt.

Parnes compte deux  monuments historiques sur son territoire.
- Église Saint-Josse (classée monument historique par arrêté du 15 novembre 1913[23]) : elle comporte des éléments des XIIe, XIIIe et XVIe siècles.
- Château d'Alincourt (classé monument historique par arrêté du 1er février 1944, avec bâtiment des communs, les fortifications, le colombier et le parc[24]) : Il date du XVIe siècle. Le château est acheté en 2009 par Alain Duménil[25].

### Personnalités liées à la commune
- Victor Urbain Rémond (1773-1859), général des armées de l'Empire y est décédé au château d'Alincourt.